# San Vincenzo
 For alternative betydninger, se San Vincenzo (flertydig). (Se også artikler, som begynder med San Vincenzo)
San Vincenzo er en by med 6.447(2023) indbyggere i provinsen Livorno i regionen Toscana i Italien.